# Nototriton
Genre
Nototriton  est un genre d'urodèles de la famille des Plethodontidae.

## Répartition
Les 17 espèces de ce genre se rencontrent du centre du Costa Rica et de l'Ouest du Honduras à l'Est du Guatemala.

## Liste d'espèces
Selon Amphibian Species of the World (4 avril 2014) :
- Nototriton abscondens (Taylor, 1948)
- Nototriton barbouri (Schmidt, 1936)
- Nototriton brodiei Campbell & Smith, 1998
- Nototriton gamezi García-París & Wake, 2000
- Nototriton guanacaste Good & Wake, 1993
- Nototriton lignicola McCranie & Wilson, 1997
- Nototriton limnospectator McCranie, Wilson & Polisar, 1998
- Nototriton major Good & Wake, 1993
- Nototriton matama Boza-Oviedo, Rovito, Chaves, García-Rodríguez, Artavia, Bolaños & Wake, 2012
- Nototriton mime Townsend, Medina-Flores, Reyes-Calderón & Austin, 2013
- Nototriton picadoi (Stejneger, 1911)
- Nototriton picucha Townsend, Medina-Flores, Murillo & Austin, 2011
- Nototriton richardi (Taylor, 1949)
- Nototriton saslaya Köhler, 2002
- Nototriton stuarti Wake & Campbell, 2000
- Nototriton tapanti Good & Wake, 1993
- Nototriton tomamorum Townsend, Butler, Wilson & Austin, 2010

## Étymologie
Le nom de ce genre est formé à partir des termes grecs nótos qui signifie « vent du Sud » et triton terme générique pour tritons et salamandres, faisant référence à la distribution méridionales de ces espèces.

## Publication originale
- Wake & Elias, 1983 : New genera and a new species of Central American salamanders, with a review of the tropical genera (Amphibia, Caudata, Plethodontidae). Contributions in Science, Natural History Museum of Los Angeles County, no 345, p. 1-19 (texte intégral).